# Erich Schöndorf
Erich Schöndorf (* 11. August 1947 in Greifenstein; † 4. Juni 2023) war ein deutscher Staatsanwalt und Professor für Umweltstrafrecht an der Fachhochschule Frankfurt sowie Autor.

## Leben
1979 promovierte er bei Spiros Simitis. Von 1977 bis 1996 war Schöndorf Staatsanwalt in Frankfurt am Main. Dort war er mit dem Amalgam-Verfahren (Degussa) und von 1984 bis 1996 hauptsächlich mit dem Holzschutzmittel-Prozess beschäftigt.
Nach Einstellung des Prozesses quittierte er 1996 den Justizdienst und ging an die Fachhochschule Frankfurt.
Von 2016 bis 2020 war er Mitglied der Gemeindevertretung der Gemeinde Greifenstein.

## Veröffentlichungen und Publikationen
Die Publikationen von Schöndorf waren sowohl Fachliteratur als auch Thriller und Romane.
- Von Menschen und Ratten – über das Scheitern der Justiz im Holzschutzmittel-Skandal. Verlag die Werkstatt, Göttingen 1998, ISBN 3-89533-251-8.
- Strafjustiz auf Abwegen. Ein Staatsanwalt zieht Bilanz. Fachhochschulverlag – Der Verlag für Angewandte Wissenschaften (Band 94), Frankfurt am Main 2001, ISBN 3-931297-94-2.
- Feine Würze Dioxin. Bad Vilbeler Buchverlag, Bad Vilbel 2002, ISBN 3-00-010357-0 (Roman).
- Das Projekt. Globalisierungsthriller. Nomen Verlag, Frankfurt am Main 2008, ISBN 978-3-939816-06-5 (Roman).
- Um welche Krise geht’s denn jetzt? In: Reiner Diederich, Gerhard Löhlein (Hrsg.): Entfesselte Wirtschaft – Gefesselte Demokratie. Nomen Verlag, Frankfurt am Main 2009, ISBN 978-3-939816-11-9.

Sowohl während seiner aktiven Lehrzeit als auch in seinem Ruhestand war Schöndorf häufiger Interviewpartner und -experte für klimapolitische Themen. 
Ferner schrieb er mehrere Theaterstücke für den Heimatverein seines Wohnortes Ulm.